# Dagmar Švubová
Dagmar Švubová z d. Palečková (ur. 9 sierpnia 1958 w Novym Měscie) – czeska biegaczka narciarska reprezentująca Czechosłowację, srebrna medalistka olimpijska.

## Kariera
Igrzyska olimpijskie w Lake Placid w 1980 r. były jej olimpijskim debiutem. W swoim najlepszym indywidualnym starcie na tych igrzyskach, w biegu na 5 km technika klasyczną zajęła 13. miejsce. Wraz z koleżankami z reprezentacji zajęła także 4. miejsce w sztafecie 4x5 km. Swój największy sukces osiągnęła podczas igrzysk olimpijskich w Sarajewie. Wraz z Blanką Paulů, Gabrielą Svobodovą i Květą Jeriovą zdobyła srebrny medal w sztafecie. Na tych samych igrzyskach zajęła 20. miejsce w biegi na 5 km techniką klasyczną. Na kolejnych igrzyskach już nie startowała.
Startowała także na mistrzostwach świata w Oslo w 1982 r. Zajęła tam 12. miejsce w biegu na 5 km techniką dowolną oraz 15. miejsce na dystansie 20 km stylem klasycznym. Razem z koleżankami zajęła także 5. miejsce w sztafecie. Jej ostatnią dużą imprezą międzynarodową były mistrzostwa świata w Seefeld in Tirol w 1985 r. Zajęła tam 20. miejsce w biegu na 20 km stylem klasycznym oraz 5. miejsce w sztafecie.
Najlepsze wyniki w Pucharze Świata osiągała w sezonie 1981/1982, kiedy to zajęła 14. miejsce w klasyfikacji generalnej.
Jej mężem jest Jiří Švub, który również reprezentował Czechosłowację w biegach narciarskich.

## Osiągnięcia

### Igrzyska Olimpijskie
| Miejsce | Dzień     | Rok  | Miejscowość | Konkurencja             | Czas biegu | Strata   | Zwyciężczyni           |
| ------- | --------- | ---- | ----------- | ----------------------- | ---------- | -------- | ---------------------- |
| 13.     | 15 lutego | 1980 | Lake Placid | 5 km stylem klasycznym  | 15:06,92   | +41,86   | Raisa Smietanina       |
| 16.     | 18 lutego | 1980 | Lake Placid | 10 km stylem klasycznym | 30:31,54   | +1:32,78 | Barbara Petzold        |
| 4.      | 21 lutego | 1980 | Lake Placid | Sztafeta 4 × 5 km       | 1:02:11,10 | +2:20,29 | NRD                    |
| 20.     | 12 lutego | 1984 | Sarajewo    | 5 km stylem klasycznym  | 17:04,0    | +1:11,3  | Marja-Liisa Hämäläinen |
| 2.      | 15 lutego | 1984 | Sarajewo    | Sztafeta 4 × 5 km       | 1:06:49,7  | +45,0    | Norwegia               |

### Mistrzostwa świata
| Miejsce | Dzień       | Rok  | Miejscowość      | Konkurencja             | Czas biegu | Strata  | Zwyciężczyni            |
| ------- | ----------- | ---- | ---------------- | ----------------------- | ---------- | ------- | ----------------------- |
| 12.     | 21 lutego   | 1982 | Oslo             | 5 km stylem dowolnym    | 14:30,2    | -       | Berit Aunli             |
| 5.      | 24 lutego   | 1982 | Oslo             | Sztafeta 4 × 5 km       | 1:02:15,9  | +1:19,0 | Norwegia                |
| 15.     | 26 lutego   | 1982 | Oslo             | 20 km stylem klasycznym | 14:30,2    | ?       | Raisa Smietanina        |
| 5.      | 23 stycznia | 1985 | Seefeld in Tirol | Sztafeta 4 × 5 km       | 1:04:50,1  | +2:12,1 | ZSRR                    |
| 20.     | 26 stycznia | 1985 | Seefeld in Tirol | 20 km stylem klasycznym | 59:19,1    | ?       | Grete Ingeborg Nykkelmo |

### Puchar Świata
W sezonach 1973/1974 - 1980/1981 Puchar Świata rozgrywany był nieoficjalnie.

#### Miejsca w klasyfikacji generalnej
- sezon 1978/1979: ?
- sezon 1980/1981: ?
- sezon 1981/1982: 14.
- sezon 1985/1985: 19.
- sezon 1984/1986: 40.

#### Miejsca na podium
1. Szczyrbskie Jezioro – 17 marca 1979 (20 km) – 3. miejsce